# Ove Jensen
Ove Poul Bech Jensen (Copenaghen, 7 novembre 1919 – Hellerup, 22 aprile 2011) è stato un calciatore danese, di ruolo portiere.

## Carriera

### Club
Ha sempre giocato nel campionato danese.

### Nazionale
Giocò per la Nazionale danese, scendendo in campo 12 volte e vincendo la medaglia di bronzo ai Giochi della XIV Olimpiade del 1948.